# Cochisea
Cochisea is een geslacht van vlinders van de familie spanners (Geometridae), uit de onderfamilie Ennominae.

## Soorten
- C. barnesi Cassino & Swett, 1922
- C. curva Rindge, 1975
- C. paula Rindge, 1975
- C. recisa Rindge, 1975
- C. rigidaria Barnes & McDunnough, 1916
- C. sinuaria Barnes & McDunnough, 1916
- C. sonomensis McDunnough, 1941
- C. undulata Rindge, 1975
- C. unicoloris Rindge, 1975